# Néstor Alfonso Rojas
Néstor Alfonso Rojas (Cartagena, 1966) es un actor colombiano con una amplia trayectoria en la televisión de su país. Desde finales de la década de 1990, Rojas ha participado en una gran cantidad de telenovelas y series de televisión colombianas e internacionales.

## Carrera

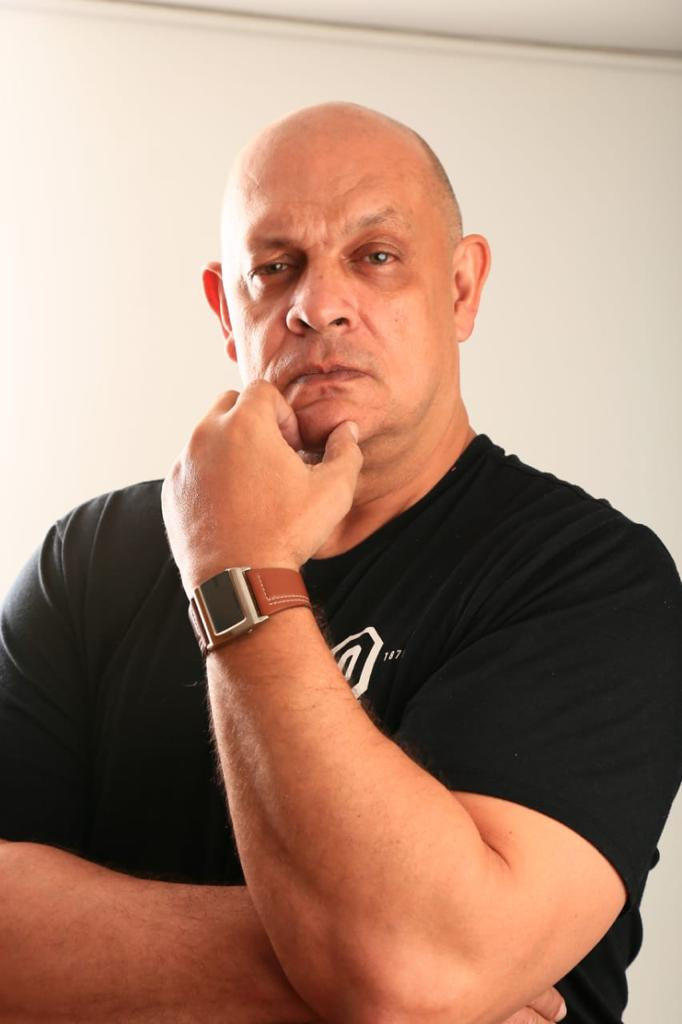
Actor de tv y cine colombiano Alfonso Rojas

En 1999 Rojas integró el elenco de la telenovela ¿Por qué diablos? interpretando el papel de El Guajiro. Dos años después apareció en la telenovela Amantes del desierto y entre 2003 y 2004 interpretó a "Chichi", personaje que le valió reconocimiento nacional en la telenovela de RCN La costeña y el cachaco. A partir de entonces su presencia en la televisión colombiana empezó a hacerse notable, participando prácticamente en alguna producción nacional o internacional por año.
El actor apareció en importantes producciones colombianas como Te voy a enseñar a querer (2004), Amores de mercado (2006), Sin senos no hay paraíso (2008), Todas odian a Bermúdez (2009), El capo (2009), A corazón abierto (2010), Los canarios (2011), Diomedes (2015) y Sinú, río de pasiones (2016). También ha integrado el elenco de producciones con reparto internacional como La reina el sur (2011), Chica vampiro (2013) y La viuda negra (2014).

## Filmografía

### Televisión
| - 2025 - "Nuevo rico, nuevo pobre" - 2022 - Primate - 2021 - La nieta elegida - 2020 - Operación Pacifico - 2020 - Enfermeras - 2020 - Amar y Vivir - Juan Domingo Solano - 2019 - El hijo del Cacique - 2019 - La gloria de Lucho - 2019 - El man es Germán - 2018 - Sin senos si hay paraíso - 2017 - Polvo carnavalero - 2016 - El tesoro - 2016 - Sinú, río de pasiones - 2015 - Diomedes, el Cacique de La Junta - 2014 - La viuda negra - 2014 - Dr. Mata - 2013-2014 - Comando élite - 2013 - La Madame - 2013 - Mamá también - 2013-2014 - Chica vampiro - 2011-2012 - Los canarios - 2011-2012 - El secretario - 2011-2012 - Flor salvaje - 2011 - La Reina del Sur - 2010-2011 - Ojo por ojo - 2010-2011 - Chepe Fortuna - 2010-2011 - A corazón abierto | - 2010 - El clon - 2009 - Inversiones el ABC - 2009-2010 - El capo - 2009 - Todas odian a Bermúdez - 2008-2009 - Doña Bárbara - 2008-2009 - Sin senos no hay paraíso - 2008 - El cartel de los sapos - 2007-2008 - Nuevo Rico, Nuevo Pobre - 2006-2007 - Amores de mercado - 2006-2008 - La hija del mariachi - 2005-2006 - La tormenta - 2004-2005 - Te voy a enseñar a querer - 2003-2004 - La costeña y el cachaco - 2001-2002 - Amantes del desierto - 2001-2003 - Pedro el escamoso - 1999-2000 - ¿Por qué diablos? - 1988 - La Madre - 1998 - Hombres De Honor - 1988 - Remando al viento |